# Tanaka Sindzsi
Tanaka Sindzsi (Szaitama, 1960. szeptember 25. –) japán válogatott labdarúgó.
A japán U20-as válogatott tagjaként részt vett az 1979-es ifjúsági labdarúgó-világbajnokságon.

## Statisztika
| Japán válogatott | Japán válogatott | Japán válogatott |
| Időszak          | Mérk.            | gól              |
| ---------------- | ---------------- | ---------------- |
| 1980             | 4                | 0                |
| 1981             | 8                | 0                |
| 1982             | 0                | 0                |
| 1983             | 0                | 0                |
| 1984             | 2                | 0                |
| 1985             | 3                | 0                |
| Összesen         | 17               | 0                |